# Anne B. Ragde
Anne Birkefeldt Ragde (født 3. december 1957) er en norsk forfatter og tekstforfatter, opvokset i Trondheim.
Ragde er tidligere universitetslektor i massekommusikantion ved Universitetet i Trondheim. Hun er cand.philol. fra Universitetet i Trondheim med hovedfag i amerikansk massemediekommusikantion og debuterede som forfatter i 1986.
Ragdes bøger er genreoverskridende, både hendes skønlitterære romaner og særlig ungdomsbøgerne grænser ofte tæt op mod thrilleren eller kriminalromanen. Med romanen, teaterstykket og tv-serien Berlinerpoplene og de to efterfølgere har hun gjorde sig for alvor bemærket.

## Udvalgt bibliografi
- Ved du hvad de voksne laver, mens du sover?, 1989
- Kunsten at forlade en mand - uden at tabe ansigt, 1999
- Majas glade dage, 2001
- Berlinerpoplerne : roman, 2007
- Eremitkrebsene : roman, 2007
- På bunden af havet ligger et slot, 2008
- Ligge i grønne enge : roman, 2008
- Arseniktårnet, 2009
- Natønsket, 2010
- Berlinertrilogien : Berlinerpoplerne, Eremitkrebsene, Ligge i grønne enge, 2011
- En tiger for en engel, 2011
- Jeg skal gøre dig så lykkelig, 2012
- Jeg har et tæppe i tusind farver, 2014
- Paradis Hommersåk, 2019

## Priser
- Brageprisen for bedste ungdomsbog 2001, for Ogsaa en ung Pige
- Kultur- og kirkedepartementets fagbokpris for barne- og ungdomslitteratur 2001, for Ogsaa en ung Pige
- Riksmålsforbundets litteraturpris 2004, for Berlinerpoplene
- Bokhandlerprisen 2005, for Eremittkrepsene
- Den norske leserprisen 2005, for Eremittkrepsene
- Årets trønder 2006 for sine populære romaner fra Byneset